# Marambio Catán
Juan Carlos Marambio Catán (Bahía Blanca, 30 de julho de 1895 - Buenos Aires, 15 de fevereiro de 1973) foi um cantor e compositor argentino.
Integrou a primeira geração de cantores de tango. Gravou discos nos anos 1910 e 1920, lançando vários tangos que seriam clássicos e também atuou na Europa. Lançou um livro - El tango que viví, 60 años de tango- de teor autobiográfico, contendo informações e depoimentos de interesse sobre o mundo artístico-musical de seu tempo. Mas ficou mesmo marcando pela letra que fez em 1947 numa parceria com Enrique Santos Discépolo do clássico tango de Ángel Villoldo El choclo.

## Composições
- "Acquaforte"
- "El Monito"
- "Buen Amigo"
- "Servite un amargo"